# هوهبرگورن
هوهبرگورن (به لاتین: Hohberghorn) یک کوه در سوئیس است که در کانتون وله واقع شده‌است. هوهبرگورن ۴٬۲۱۹ متر بالاتر از سطح دریا واقع شده‌است.